# DaGeek
daGeek er en socialnetværks-hjemmeside.